# École Hongzhou

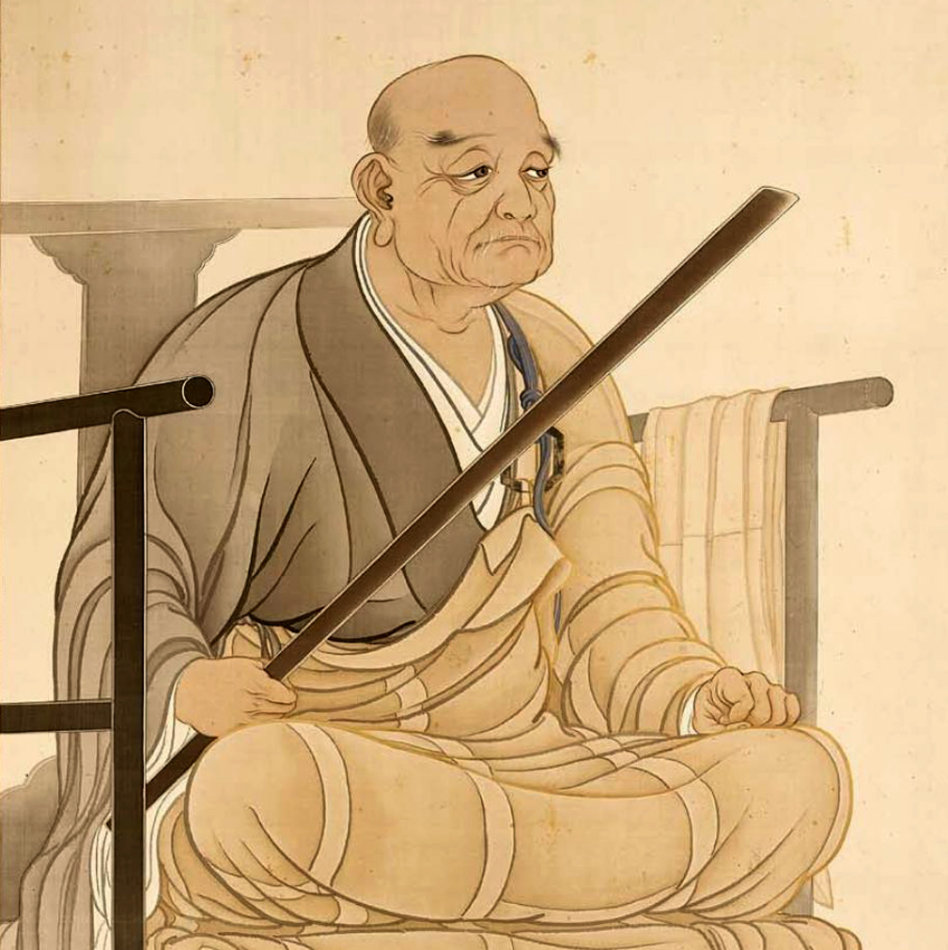
Portrait de Mazu Daoyi (peinture sur soie, entre 1868 et 1912).

L’École Hongzhou (ou Hongzhou zong) est une branche du bouddhisme chinois Chan fondée par Mazu Daoyi (709-788) sous la dynastie Tang. Elle a particulièrement brillé durant la dynastie Song. Son nom vient d'une région du nord de la province chinoise du Jiangxi.  l'a fondée.

## Source
- Le livre de Jia Jinhua (2006) : The Hongzhou School of Chan Buddhism in Eighth- through Tenth-Century China publié par State University of New York Press.